# 林德宇
林德宇（Lin, Te-Yu，1979年2月13日—）臺灣政治人物，生於彰化縣福興鄉，東海大學政治學系畢業，國立政治大學社科院法學碩士，現任民主進步黨籍第四屆臺中市議員。

## 經歷
曾因419反年金改革抗議中，為保護彰化縣縣長魏明谷能順利進入前瞻基礎建設「城鄉建設」公聽會會場，遭抗議民眾將其西裝由背部從下而上被撕開，也因被撕開的「破西裝」一炮而紅，各大媒體爭相採訪
。
辭去彰化縣政府新聞處處長一職後

，
投入臺中市第13選區(大里區及霧峰區)民主進步黨市議員初選

，
2018年4月以新人之姿一舉衝到第二名獲民主進步黨提名參選
，2018年11月24日當選第三屆臺中市議員。

## 選舉紀錄
| 年度 | 選舉屆數             | 選舉區             | 所屬政黨   | 得票數 | 得票率 | 當選標記 | 備註 |
| ---- | -------------------- | ------------------ | ---------- | ------ | ------ | -------- | ---- |
| 2018 | 第三屆臺中市議員選舉 | 臺中市第十三選舉區 | 民主進步黨 | 16,174 | 11.54% |          |      |
| 2022 | 第四屆臺中市議員選舉 | 臺中市第十三選舉區 | 民主進步黨 | 14,752 | 11.38% |          |      |

## 外部連結
- 林德宇的Facebook專頁 （繁體中文）
- 臺中市議會林德宇議員介紹 （页面存档备份，存于）